# Ми-54

## История
През 1992 г. в Русия е разработена програма за развитието на гражданската авиация на страната до 2000 г. В нея приоритет е даден на създаването на хеликоптер с товароподемност до 1200 кг. От такъв клас е моделът Ми-4. От тази гледна точка в Конструкторското бюро Мил решават да разработят нов модел на когото е дадено името Ми-54.

## Тактико-технически характеристики
Хеликоптерът Ми-54 е изпълнен по класическата едновинтова носеща схема със заден рулеви винт.
Носещият винт е четирилопатен с диаметър 13,5 м, а рулевият – четирилопатен с диаметър 2,6 м. Главата на носещия винт е направена от титан. Краищата на витлата се движат с неголяма скорост, като така значително се снижават нивата на шума и вибрациите.
Широкоостъклената думестна кабина на екипажа е разположена в предната част на фюзелажа. Зад нея е разположена пътническата кабина с размери 2,9х2х1,4 м. Кабината събира 12 пътника, като предлага достатъчен комфорт. На всяка от страните на корпуса е вградена по две врати. Предната е предназначена за пилотите и се отваря шарнирно навън, а задната за пътниците и се отваря чрез странично плъзгане. Горивните резервоари са разположени под пода на пътническата кабина. Корпусът е изпълнен от алуминиеви сплави и композитни материали.
Шасито е триоопорно, неприбиращо се по време на полет, колесно с двойно носово колело и две носещи задни колела.
Двата газотурбинни турбовални двигателя са с мощност по 1000 к.с. всеки. Разположени са в горната част на фюзелажа и са монтирани в специални обтекатели. Пред всеки двигател е монтиран въздухозаборник, снабден с прахозащитно устройство.
Системата за управление е хидравлична и е дублирана. Летателното оборудване е допълнено с автопилот и спътникова навигационна система.